# Nhất Hòa
Nhất Hòa là một xã thuộc tỉnh Lạng Sơn, Việt Nam.
Xã Nhất Hòa có diện tích 42,51 km², dân số năm 1999 là 3.621 người, mật độ dân số đạt 85 người/km².
Theo thống kê năm 2019, xã Nhất Hóa à có diện tích 42,51 km², dân số là 4.243 người, mật độ dân số đạt 100 người/km².